# Temnosira simillima
Temnosira simillima är en tvåvingeart som beskrevs av Merz och Masahiro Sueyoshi 2002. Temnosira simillima ingår i släktet Temnosira och familjen prickflugor. Inga underarter finns listade i Catalogue of Life.